# Leichenspiele
Leichenspiele gehören zum Bestattungsritus des griechischen Adels in archaischer Zeit. Nach der feierlichen Bestattung und dem Vollzug zahlreicher Opfer am Grab trafen sich die Teilnehmer eines aristokratischen Begräbnisses wohl noch im Haus des Verstorbenen zu weiteren Feierlichkeiten, zu denen athletische und/oder musische Wettbewerbe gehörten. Der bekannteste Fall von Leichenspielen sind jene zur Ehrung Amphidamas’ von Chalkis, zu denen der frühgriechische Dichter Hesiod anreiste. In der Literatur sind vor allem die Leichenspiele für Patroklos im 23. Gesang von Homers Ilias zu nennen.